# Revolução Nacionalista
Revolução nacional ou Revolução nacionalista é o termo tridemista para a revolução com base neste pensamento. Ele surgiu ainda na China Republicana e foi frequentemente utilizado pelo Partido Nacionalista da China em operações militares, como a Expedição Oriental do Exército Revolucionário, Segunda Guerra Sino-Japonesa e a Guerra Civil Chinesa em sua primeira fase. Historicamente, hoje em dia, refere-se principalmente a uma série de atividades revolucionárias realizadas pelo Partido Nacionalista e Partido Comunista durante Primeira Frente Unida de 1921 a 1927. Entre elas, a guerra concentrou-se principalmente na oposição e derrubada. o Governo Beiyang, que foi chamado de Expedição do Norte; Também conhecida como Revolução Nacionalista Chinesa, Primeira Guerra Civil Revolucionária ou Grande Revolução.

## Na China
O termo revolução nacional foi usado pela primeira vez na "Declaração do Governo Militar" no livro "Estratégia Revolucionária do Tongmenghui" escrito por Sun Yat-sen durante o período de formação do Tongmenghui. 
... Hoje somos diferentes das gerações anteriores. Além de expulsar os tártaros e restaurar a China, devemos também transformar o país e a subsistência do povo com o povo. Embora existam muitos lugares no mundo, o espírito consistente é a liberdade, a igualdade, a igualdade. e fraternidade. Portanto, a geração anterior foi uma revolução heróica e hoje é uma revolução nacional . Os chamados revolucionários nacionais são todas as pessoas de um país que têm o espírito de liberdade, igualdade e fraternidade, ou seja, todos têm a responsabilidade da revolução que o governo militar é justo para eles; De agora em diante, as responsabilidades do povo são da responsabilidade do governo militar; as conquistas do governo militar são as conquistas do povo e o povo trabalha em conjunto para cumprir as suas responsabilidades; Use-o para revelar os seus sentimentos mais íntimos e informar o mundo sobre a economia da revolução de hoje e a base para governar o país no futuro. 

## Como componente ideológico
Para Sun, o status de "Bem-Estar Social" só pode ser alcançado através da revolução e a criação de um novo governo. Este fator é fundamental para a formação por exemplo do Governo da República da China em Guangzhou (1922-1925) que organizou a Expedição do Norte e promoveu esta ação revolucionária contra o Governo de Beiyang. Depois da Revolução Comunista Chinesa, o líder Chiang Kai-shek afirmou que a Revolução não havia terminado e era preciso recuperar a China continental, por outro lado, para os comunistas de Mao Tsé-Tung, a revolução como um todo havia sido finalizada.
Organizações tridemistas como o Việt Nam Quốc Dân Đảng no Vietnã ou o KMM na Malásia, a revolução foi uma resposta direta ao Imperialismo em suas respectivas nações.